# Vuelta a España 2023/15. Etappe
Die 15. Etappe der Vuelta a España 2023 fand am 10. September 2023 statt und bildete den Abschluss der zweiten Woche der 78. Austragung des spanischen Etappenrennens. Die Strecke führte von Pamplona über 158,3 hüglige Kilometer nach Lekunberri. Nach der Zielankunft hatten die Fahrer insgesamt 2248,1 Kilometer absolviert, was 71,2 % der Gesamtdistanz der Rundfahrt entspricht.
Nach der 15. Etappe wird der zweite Ruhetag in Santander abgehalten.
Den Etappensieg sicherte sich der Portugiese Rui Costa (Intermarché-Circus-Wanty), der sich im Sprint aus der Ausreißergruppe durchsetzte. Sepp Kuss (Jumbo-Visma) verteidigte das Rote Trikot.

## Streckenführung
Nach dem Start in Pamplona führten die ersten 50 Kilometer flach über Etxauri und Puente la Reina nach Estella-Lizarra. Im Anschluss drehte die Fahrtrichtung gen Norden und die Straße begann allmählich anzusteigen und führte auf den Puerto de Lizarraga (1031 m), der etwa zur Hälfte der Renndistanz bei Kilometer 79,8 überquert wurde. Die 19,3 Kilometer lange Auffahrt wies aufgrund zahlreicher Flachstücke nur eine durchschnittliche Steigung von 2,9 % auf und war dennoch als Bergwertung der 2. Kategorie klassifiziert. Nach einer längeren Abfahrt wurde Etxarri Aranatz erreicht, ehe die Strecke flach gen Osten führte.
Bei Irurtzun erreichten die Fahrer einen 29,5 Kilometer langen Rundkurs, der zunächst auf den Puerto de Zuarrarrate (800 m) führte, bevor eine rund acht Kilometer lange Abfahrt zum Zielstrich in Lekunberri folgte. Über Latasa gelangten die Fahrer zurück nach Irurtzun, wo 17 Kilometer vor dem Ziel der einzige Zwischensprint ausgefahren wurde. Der Puerto de Zuarrarrate war als Anstieg der 2. Kategorie klassifiziert und wies auf seiner Länge von 7,3 Kilometern eine durchschnittliche Steigung von 4,8 % auf. Die Kuppe wurde 38 und 8,5 Kilometer vor dem Ziel überquert, wobei bei der letzten Überfahrt ein Bonussprint ausgefahren wurde, bei dem es um Zeitbonifikationen für das Gesamtklassement ging.
|                            | Ort                   | Kilometer | Länge (km) | Höhe (m) | Ø Steigung |
| -------------------------- | --------------------- | --------- | ---------- | -------- | ---------- |
| Start                      | Pamplona              | 0,0       |            |          |            |
| Bergwertung (2. Kategorie) | Puerto de Lizarraga   | 79,8      | 19,3       | 1031     | 2,9 %      |
| Bergwertung (2. Kategorie) | Puerto de Zuarrarrate | 120,3     | 7,3        | 800      | 4,8 %      |
| Zieldurchfahrt             | Lekunberri            | 128       |            |          |            |
| Zwischensprint             | Irurtzun              | 141,3     |            |          |            |
| Bergwertung (2. Kategorie) | Puerto de Zuarrarrate | 149,8     | 7,3        | 800      | 4,8 %      |
| Bonussprint                | Puerto de Zuarrarrate | 149,8     |            |          |            |
| Ziel                       | Lekunberri            | 158,3     |            |          |            |

## Rennverlauf
Nach dem offiziellen Start kam es zu den ersten Angriffen im Fahrerfeld, wobei sich keine Gruppe entscheidend lösen konnte. Im Anstieg des flachen aber langen Puerto de Lizarraga, rund 100 Kilometer vor dem Ziel, setzte sich zunächst eine 22 Fahrer umfassende Gruppe mit einem Vorsprung von wenigen Sekunden ab, ehe Marc Soler (UAE Team Emirates) im Hauptfeld mehrmals angriff und schließlich gemeinsam mit Jonas Vingegaard (Jumbo-Visma) zur Spitze des Rennens aufschloss. Mit Alexander Wlassow (Bora-hansgrohe) befand sich zu diesem Zeitpunkt ein weiterer Top 10 Fahrer in der Ausreißergruppe.
Nachdem die Jumbo-Visma Mannschaft die Lücke zu den Ausreißern geschlossen hatte, griff Rui Costa (Intermarché-Circus-Wanty) an und setzte sich mit Cristián Rodríguez (Arkéa-Samsic) und Remco Evenepoel (Soudal Quick-Step) vom Hauptfeld ab. Noch vor der Bergwertung kamen Santiago Buitrago (Bahrain Victorious) und Lennard Kämna (Bora-hansgrohe) hinzu, ehe Einer Rubio (Movistar), Rudy Molard (Groupama-FDJ), Jonathan Caicedo (EF Education-EasyPost), Kenny Elissonde (Lidl-Trek), Chris Hamilton (DSM-Firmenich), Andreas Kron (Lotto Dstny), Geoffrey Bouchard, Andrea Vendrame (beide AG2R Citroën), Nico Denz (Bora-hansgrohe) und Jimmy Janssens (Alpecin-Deceuninck) in der anschließenden Abfahrt zur Spitze des Rennens aufschlossen, wo sich nun 15 Fahrer befanden. Die Bergwertung auf dem Puerto de Lizarraga sicherte sich Remco Evenepoel, der seinen Vorsprung in der Sonderwertung weiter ausbaute. Bereits auf der ersten Auffahrt des Puerto de Zuarrarrate kam es zu den ersten Angriffen in der Spitzengruppe, wodurch Rudy Molard, Geoffrey Bouchard und Andrea Vendrame zurückfielen. Remco Evenepoel führte die Ausreißergruppe über die zweite Bergwertung des Tages, während im Hauptfeld das Team Alpecin-Deceuninck die Tempoarbeit übernommen hatte.
17 Kilometer vor dem Ziel sicherte sich Jimmy Janssens die meisten Punkte beim Zwischensprint und ging als erster Fahrer in den Schlussanstieg. Der Belgier wurde jedoch bald von Santiago Buitrago und Rui Costa eingeholt, die bereits im unteren Teil der Auffahrt zu ihm aufschlossen und ihn wenig später distanzierten. Während die ehemalige Spitzengruppe zerfiel, fuhren die beiden einen Vorsprung von rund 30 Sekunden heraus. Dahinter griff Lennard Kämna an und schloss kurz vor der Bergwertung zu den beiden Spitzenreitern auf. Bei der Bergwertung sicherte sich Santiago Buitrago die meisten Zeitbonifikationen vor Rui Costa und Lennard Kämna, ehe das Trio in die Abfahrt ging. Rund fünf Kilometer vor dem Ziel setzte sich Lennard Kämna von seinen Fluchtgefährten ab, stürzte jedoch wenig später in einer Linkskurve und fiel zurück. Da sich Santiago Buitrago und Rui Costa jedoch nicht einig waren, konnte der Deutsche rund einen Kilometer vor dem Ziel wieder zu den beiden aufschließen. Im Zielsprint setzte sich Rui Costa vor Lennard Kämna und Santiago Buitrago durch. Mit zwei Sekunden Rückstand führte Remco Evenepoel die verbliebenen Fahrer der Ausreißergruppe über die Ziellinie, ehe das Hauptfeld die Ziellinie mit zwei Minuten und 52 Sekunden Rückstand überquerte.
In der Gesamtwertung kam es zu keinen nennenswerten Veränderungen. Sepp Kuss (Jumbo-Visma) verteidigte das Rote Trikot und liegt weiterhin eine Minute und 37 Sekunden vor seinem Teamkollegen Primož Roglič. In der Punktewertung verteidigte Kaden Groves (Alpecin-Deceuninck) seine Führung, während Remco Evenepoel seinen Vorsprung in der Bergwertung weiter ausbaute. Juan Ayuso (UAE Team Emirates) liegt als Gesamtvierter weiterhin an der Spitze der Nachwuchswertung und das Team Jumbo-Visma führt nach wie vor die Mannschaftswertung an. Remco Evenepoel wurde erneut zum kämpferischsten Fahrer gewählt. Mit Ausnahme von Kévin Vauquelin (Arkéa-Samsic) erreichten alle Starter das Ziel, womit noch 154 Fahrer in der Rundfahrt verblieben.

## Ergebnis
| \| Etappenergebnis \| Etappenergebnis \| Etappenergebnis \| Etappenergebnis \| Etappenergebnis \| \| Fahrer \| Fahrer \| Land \| Team \| Zeit \| \| --------------- \| ------------------ \| --------------- \| ------------------------ \| --------------- \| \| 1. \| Rui Costa \| Portugal \| Intermarché-Circus-Wanty \| 3 h 30 min 56 s \| \| 2. \| Lennard Kämna \| Deutschland \| Bora-Hansgrohe \| + 0 s \| \| 3. \| Santiago Buitrago \| Kolumbien \| Bahrain Victorious \| + 0 s \| \| 4. \| Remco Evenepoel \| Belgien \| Soudal Quick-Step \| + 2 s \| \| 5. \| Andreas Kron \| Dänemark \| Lotto Dstny \| + 2 s \| \| 6. \| Einer Rubio \| Kolumbien \| Movistar Team \| + 2 s \| \| 7. \| Cristian Rodríguez \| Spanien \| Arkéa-Samsic \| + 2 s \| \| 8. \| Chris Hamilton \| Australien \| Team DSM-Firmenich \| + 2 s \| \| 9. \| Nico Denz \| Deutschland \| Bora-Hansgrohe \| + 36 s \| \| 10. \| Jimmy Janssens \| Belgien \| Alpecin-Deceuninck \| + 1 min 07 s \| |                    |             |                          |                 |
| |                    |             |                          |                 |
| Quelle: ProCyclingStats |                    |             |                          |                 |
| Etappenergebnis |                    |             |                          |                 |
| Fahrer | Fahrer             | Land        | Team                     | Zeit            |
| 1. | Rui Costa          | Portugal    | Intermarché-Circus-Wanty | 3 h 30 min 56 s |
| 2. | Lennard Kämna      | Deutschland | Bora-Hansgrohe           | + 0 s           |
| 3. | Santiago Buitrago  | Kolumbien   | Bahrain Victorious       | + 0 s           |
| 4. | Remco Evenepoel    | Belgien     | Soudal Quick-Step        | + 2 s           |
| 5. | Andreas Kron       | Dänemark    | Lotto Dstny              | + 2 s           |
| 6. | Einer Rubio        | Kolumbien   | Movistar Team            | + 2 s           |
| 7. | Cristian Rodríguez | Spanien     | Arkéa-Samsic             | + 2 s           |
| 8. | Chris Hamilton     | Australien  | Team DSM-Firmenich       | + 2 s           |
| 9. | Nico Denz          | Deutschland | Bora-Hansgrohe           | + 36 s          |
| 10. | Jimmy Janssens     | Belgien     | Alpecin-Deceuninck       | + 1 min 07 s    |

## Gesamtstände
| \| Gesamtwertung \| Gesamtwertung \| Gesamtwertung \| Gesamtwertung \| Gesamtwertung \| \| Fahrer \| Fahrer \| Land \| Team \| Zeit \| \| ------------- \| ----------------- \| ------------------ \| ------------------ \| ---------------- \| \| 1. \| Sepp Kuss \| Vereinigte Staaten \| Jumbo-Visma \| 54 h 38 min 42 s \| \| 2. \| Primož Roglič \| Slowenien \| Jumbo-Visma \| + 1 min 37 s \| \| 3. \| Jonas Vingegaard \| Dänemark \| Jumbo-Visma \| + 1 min 44 s \| \| 4. \| Juan Ayuso \| Spanien \| UAE Team Emirates \| + 2 min 37 s \| \| 5. \| Enric Mas \| Spanien \| Movistar Team \| + 3 min 06 s \| \| 6. \| Marc Soler \| Spanien \| UAE Team Emirates \| + 3 min 10 s \| \| 7. \| Mikel Landa \| Spanien \| Bahrain Victorious \| + 4 min 12 s \| \| 8. \| Alexander Wlassow \| Neutrales Banner \| Bora-Hansgrohe \| + 5 min 02 s \| \| 9. \| Cian Uijtdebroeks \| Belgien \| Bora-Hansgrohe \| + 5 min 30 s \| \| 10. \| João Almeida \| Portugal \| UAE Team Emirates \| + 8 min 39 s \| |                   |                    |                    |                  |
| |                   |                    |                    |                  |
| Quelle: ProCyclingStats |                   |                    |                    |                  |
| Gesamtwertung |                   |                    |                    |                  |
| Fahrer | Fahrer            | Land               | Team               | Zeit             |
| 1. | Sepp Kuss         | Vereinigte Staaten | Jumbo-Visma        | 54 h 38 min 42 s |
| 2. | Primož Roglič     | Slowenien          | Jumbo-Visma        | + 1 min 37 s     |
| 3. | Jonas Vingegaard  | Dänemark           | Jumbo-Visma        | + 1 min 44 s     |
| 4. | Juan Ayuso        | Spanien            | UAE Team Emirates  | + 2 min 37 s     |
| 5. | Enric Mas         | Spanien            | Movistar Team      | + 3 min 06 s     |
| 6. | Marc Soler        | Spanien            | UAE Team Emirates  | + 3 min 10 s     |
| 7. | Mikel Landa       | Spanien            | Bahrain Victorious | + 4 min 12 s     |
| 8. | Alexander Wlassow | Neutrales Banner   | Bora-Hansgrohe     | + 5 min 02 s     |
| 9. | Cian Uijtdebroeks | Belgien            | Bora-Hansgrohe     | + 5 min 30 s     |
| 10. | João Almeida      | Portugal           | UAE Team Emirates  | + 8 min 39 s     |

| Punktewertung | Punktewertung       | Punktewertung      | Punktewertung         | Punktewertung |
| Fahrer        | Fahrer              | Land               | Team                  | Punkte        |
| ------------- | ------------------- | ------------------ | --------------------- | ------------- |
| 1.            | Kaden Groves        | Australien         | Alpecin-Deceuninck    | 208 P.        |
| 2.            | Remco Evenepoel     | Belgien            | Soudal Quick-Step     | 135 P.        |
| 3.            | Andreas Kron        | Dänemark           | Lotto Dstny           | 111 P.        |
| 4.            | Lennard Kämna       | Deutschland        | Bora-Hansgrohe        | 85 P.         |
| 5.            | Marijn van den Berg | Niederlande        | EF Education-EasyPost | 85 P.         |
| 6.            | Sepp Kuss           | Vereinigte Staaten | Jumbo-Visma           | 84 P.         |
| 7.            | Primož Roglič       | Slowenien          | Jumbo-Visma           | 81 P.         |
| 8.            | Marc Soler          | Spanien            | UAE Team Emirates     | 79 P.         |
| 9.            | Sebastián Molano    | Kolumbien          | UAE Team Emirates     | 78 P.         |
| 10.           | Jonas Vingegaard    | Dänemark           | Jumbo-Visma           | 73 P.         |

| Bergwertung | Bergwertung       | Bergwertung        | Bergwertung        | Bergwertung |
| Fahrer      | Fahrer            | Land               | Team               | Punkte      |
| ----------- | ----------------- | ------------------ | ------------------ | ----------- |
| 1.          | Remco Evenepoel   | Belgien            | Soudal Quick-Step  | 71 P.       |
| 2.          | Michael Storer    | Australien         | Groupama-FDJ       | 39 P.       |
| 3.          | Jonas Vingegaard  | Dänemark           | Jumbo-Visma        | 36 P.       |
| 4.          | Romain Bardet     | Frankreich         | Team DSM-Firmenich | 35 P.       |
| 5.          | Sepp Kuss         | Vereinigte Staaten | Jumbo-Visma        | 27 P.       |
| 6.          | Jesús Herrada     | Spanien            | Cofidis            | 22 P.       |
| 7.          | Eduardo Sepúlveda | Argentinien        | Lotto Dstny        | 21 P.       |
| 8.          | Andreas Kron      | Dänemark           | Lotto Dstny        | 20 P.       |
| 9.          | Primož Roglič     | Slowenien          | Jumbo-Visma        | 18 P.       |
| 10.         | Juan Ayuso        | Spanien            | UAE Team Emirates  | 15 P.       |

| Nachwuchswertung | Nachwuchswertung    | Nachwuchswertung | Nachwuchswertung   | Nachwuchswertung  |
| Fahrer           | Fahrer              | Land             | Team               | Zeit              |
| ---------------- | ------------------- | ---------------- | ------------------ | ----------------- |
| 1.               | Juan Ayuso          | Spanien          | UAE Team Emirates  | 54 h 41 min 19 s  |
| 2.               | Cian Uijtdebroeks   | Belgien          | Bora-Hansgrohe     | + 2 min 53 s      |
| 3.               | João Almeida        | Portugal         | UAE Team Emirates  | + 6 min 02 s      |
| 4.               | Santiago Buitrago   | Kolumbien        | Bahrain Victorious | + 7 min 36 s      |
| 5.               | Remco Evenepoel     | Belgien          | Soudal Quick-Step  | + 13 min 45 s     |
| 6.               | Einer Rubio         | Kolumbien        | Movistar Team      | + 28 min 56 s     |
| 7.               | Lenny Martinez      | Frankreich       | Groupama-FDJ       | + 33 min 47 s     |
| 8.               | Attila Valter       | Ungarn           | Jumbo-Visma        | + 41 min 23 s     |
| 9.               | Antonio Tiberi      | Italien          | Bahrain Victorious | + 49 min 42 s     |
| 10.              | Lennert Van Eetvelt | Belgien          | Lotto Dstny        | + 1 h 19 min 44 s |

| Mannschaftswertung | Mannschaftswertung    | Mannschaftswertung           | Mannschaftswertung |
| Team               | Team                  | Land                         | Zeit               |
| ------------------ | --------------------- | ---------------------------- | ------------------ |
| 1.                 | Jumbo-Visma           | Niederlande                  | 163 h 24 min 07 s  |
| 2.                 | UAE Team Emirates     | Vereinigte Arabische Emirate | + 10 min 27 s      |
| 3.                 | Bora-Hansgrohe        | Deutschland                  | + 15 min 12 s      |
| 4.                 | Bahrain Victorious    | Bahrain                      | + 34 min 51 s      |
| 5.                 | Movistar Team         | Spanien                      | + 1 h 29 min 24 s  |
| 6.                 | Groupama-FDJ          | Frankreich                   | + 2 h 18 min 51 s  |
| 7.                 | Soudal Quick-Step     | Belgien                      | + 2 h 22 min 14 s  |
| 8.                 | TotalEnergies         | Frankreich                   | + 2 h 26 min 34 s  |
| 9.                 | Astana Qazaqstan Team | Kasachstan                   | + 2 h 35 min 55 s  |
| 10.                | Lidl-Trek             | Vereinigte Staaten           | + 2 h 54 min 40 s  |

## Ausgeschiedene Fahrer
- Kévin Vauquelin (Team Arkéa-Samsic)